# Руфій Антоній Агріпній Волузіан
Руфій Антоній Агріпній Волузіан (лат. Rufius Antonius Agrypnius Volusianus, 370 — 6 січня 437) — державний та військовий діяч часів Західної та Східної Римської імперій.

## Життєпис
Походив з аристократичного роду Цейоніїв Волузіанів. Син Гая Цейонія Руфія Альбіна, міського префекта Риму 389—391 років. Стосовно імені матері існують дискусії: або Антонія або Агріпнія. Здобув гарну освіту. Замолоду затоваришував з Рутілієм Намаціаном, в подальшому поетом.
У 408 стає квестором священного палацу. Незабаром призначається комітом особистих фінансів (rerum privatorum) імператора Гонорія. У 411 році призначається проконсулом провінції Африка. під час своєї каденції затоваришував зі Аврелієм Августином, єпископом Гіпоном Царським, з яким в подальшому продовжував листуватися, незважаючи на те, що сам Руфій залишився поганином. також протягом 413 року боровся з узурпатором Геракліаном, якого було схоплено та страчено.
У 414 повертається до Риму, де призначається преторіанським префектом Риму. У 417 році стає міським префектом Риму. На цій посаді перебував до 418 року. У 428—429 роках обіймав посаду преторіанського префекта Італії та Африки.
У 436 виконував доручення імператора Валентиніана III, прибувши до Константинополя. Тут помер у 437 році.

## Родина
Дружина — ім'я невідоме, християнка.
Діти:
- Волузіана (д/н-454), дружина Петронія Максима